# Guest Peninsula
Guest Peninsula är en udde i Antarktis. Den ligger i Västantarktis. Inget land gör anspråk på området.
Terrängen inåt land är platt, och sluttar söderut.  Trakten är obefolkad. Det finns inga samhällen i närheten.